# アサヒカクテルパートナー
アサヒカクテルパートナーは、アサヒビールが製造・販売していた缶入りのカクテル。

## 概要
1997年に協和醱酵工業から販売開始。“果実をミックスした、オトナの甘さ”をコンセプトとし、リキュールやスピリッツに、果汁やフレーバーを加えている。
現在低アルコール飲料のシェア第2位をキープしているアサヒビールの低アルコール飲料の基幹ブランド。
2013年3月のリニューアルで名称をカクテルパートナーに統一し、旧デザインであった5種もパッケージリニューアルされた。
基幹商品のほか春・初夏・夏・秋・冬の季節限定缶も発売される。

## 歴史
- 1997年 - 協和醱酵工業より販売開始。
- 2002年 - 協和醱酵工業の酒類部門をアサヒビールが譲り受けたことにより、アサヒビールによる販売となる。
- 2011年2月 - リニューアル。カクテルパートナー フワリッチシリーズ5種を基幹とする。
- 2013年3月 - リニューアルで再度名称をカクテルパートナーに統一。
- 2015年5月 - アルコール度数を高めに設定した＜特濃シリーズ＞を販売開始。
- 2017年 - 7年ぶりにブラックラベルパッケージを採用。7つの基幹商品をリニューアル。
- 2022年3月 - 製造終了

## 主な商品
- アサヒカクテルパートナー
  - カシスオレンジ
  - ソルティードッグ
  - スクリュードライバー
  - 桃とマンゴーとオレンジ
  - ピーチ&オレンジ
  - マンゴー&オレンジ
  - 完熟ぶどう&シャルドネ
  - ジントニック（1997年10月〜）
  - モスコミュール（2002年9月〜）
  - バイオレットフィズ（2007年2月〜）
  - メロン&バニラ（2007年2月〜）
  - オーシャンブルーフィズ（2008年2月〜）
- アサヒカクテルパートナー ディアピンク（2013年2月〜）
  - マンゴー&ヨーグルトリキュール
  - とろりんピーチ&ワイン
  - 香るカシス&ティー

※なお、一部商品は、アサヒ飲料明石工場でも製造されている。ニッカウヰスキー柏工場での製造は2017年に終了し、アサヒビール茨城工場に移管された。

## CM出演者
- おすぎとピーコ
- 爆笑問題
- 夏帆
- 中村蒼
- 上野樹里（フワリッチ）
- 米村でんじろう（フワリッチ）

ほか